# Magna Hungaria

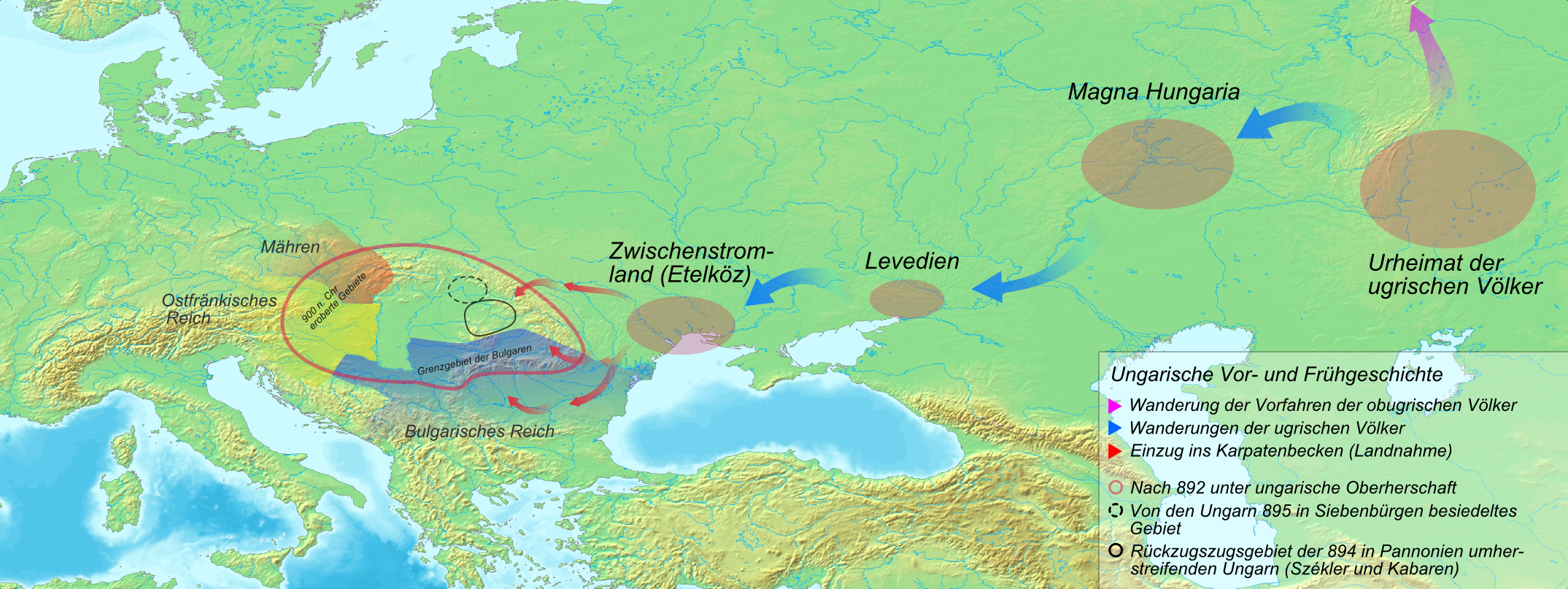
A magyarok vándorlása

Magna Hungaria a régebben feltételezett nagy vagy régi Magyarország latin neve az Urál délnyugati oldalán. Mint őshazát, ma vitatják, de egy időben éltek ott magyarok. Létezéséről Julianus barát tudósított 1236-ban. Őt Giovanni da Pian del Carpine is megerősítette. A legújabb kutatások a  csijaliki kultúrában találták meg a keleten maradt magyarok régészeti örökségét.

## Julianus barát utazásai
Julianus barát magyar Domonkos-rendi szerzetes volt, aki Gerhardusszal és még néhány szerzetestársával két utazást tett, hogy megkeresse a magyarok őshazáját keleten. Julianus barát talált keleti magyarokat, valószínűleg az Ural nyugati szomszédságában, amit a régi források Magna Hungariának neveztek. A Julianus barát két útjáról készült feljegyzéseket a vatikáni levéltár őrzi. Az első útról (1235-1236) Pater Richardus – valószínűleg Julianus felettese – írt jelentést, a második útról (1237–1238) maga Julianus írt feljegyzést („Levél a tatárok életéről”). A kéziratokat Cseles Márton magyar jezsuita fedezte fel újra a vatikáni levéltárban 1695-ben.

## Plano Carpini utazása és útijelentése
Plano Carpini egyik első tanítványa volt Assisi Szent Ferencnek. 1221-ben német területeken ő kezdte a ferences rend megszervezését. Később Spanyolországban és Szászországban is tevékenykedett.
Plano Carpini 1245 áprilisában indult útra Lyonból, a pápai udvarból. Boroszlóban (Wroclaw) csatlakozott hozzá Benedictus Polonus, C. de Bridia és a cseh Ceslaus. A Dnyeperen átkelve 1246 áprilisában értek Batu kán szállására, a Volga mellé. Innen csak Plano Carpini és Benedictus Polonus haladt tovább, s júliusban értek a Karakorum közelében lévő Sira ordába. Ottlétük idején zajlott a nagykán választása, amelynek eredményeképpen Güjük nyerte el a főhatalmat. A pápa által küldött levélre Güjük kán válaszolt. A szerzetesek a levéllel 1246 novemberében indultak haza. Visszaútjukban megálltak Magyarországon is, hogy tapasztalataikról IV. Bélának is beszámoljanak.

„Hæc terra Comania ab Aquilone immediatè post Russiam habet Morduynos. Byleros, id est, magnam Bulgariam, Bastarcos, id est, magnam Hungariam, post Bastarcos, Parositas et Samogetas. Post Samogetas, illos, qui dicuntur habere faciem caninam in Oceani littoribus desertis. A meridie habet Alanos. Circassos, Gazaros, Græciam et Constantinopolin, ac terram Iberorum, Cathos, Brutachios, qui dicuntur esse Iudæi, caput radentes per totùm, terram quoque Cithorum atque Georgianorum et Armeniorum et Turcorum. Ab occidente autem Hungariam habet atque Russiam.”

–  - Plano Carpini

Innen visszaútban a pogány mordvinok földjére értek, és legyőzték őket. Ezután a bolgárok, azaz Nagy-Bolgárország földje ellen vonultak, és teljességgel elpusztították. Majd még északabbra hatoltak Baskíria, vagyis Nagy-Magyarország ellen; azt is letiporták.
Innen tovább haladva a szamojédokhoz érkeztek. Ezek az emberek, így beszélik, csupán vadászatból élnek; sátraikat és ruháikat is kizárólag állatbőrből készítik. Ezen is túl egy tengermelléki országba jutottak, hol valamiféle szörnyekre bukkantak…
A tatárok által legyőzött országok [illetve népek] a következők: … brutachok, akik zsidók, mordvinok, úzok [torkok], kazárok, szamojédok, … Láttunk is férfiakat meg asszonyokat úgyszólván valamennyi itt felsorolt országból.
Kunország szomszédosai északról, közvetlen Oroszország után a mordvinok, a bolgárok, azaz Nagy-Bolgárország, a baskírok, vagyis Nagy-Magyarország; a baskírok után a parossziták és a szamojédok; a szamojédok után, az óceán partjain, a pusztákon élnek azok, akiket kutyaképűeknek mondanak.

## Magna Hungaria helye a magyar őstörténetben
Magna Hungariát hagyományosan a magyar őshazának tekintik, ahonnan a magyarság Levediába vándorolt. Valójában az elmélet egyetlen alapja a 13. századi elképzelés, amely szerint a keleten élő magyarok eredeti szállásterületükön maradtak. A hipotézis ellen szól, hogy a magyar nyelvnek legkésőbb a Kr. e. 5. századra megszakadt minden kapcsolata a többi finnugor nyelvvel. Ez elképzelhetetlen lenne, ha a magyarság a Kr. u. 8. századig ezen a területen maradt volna, ahogyan azt egyes modellek elképzelik. Ebben az esetben ugyanis a területen beszélt finnugor nyelvek hatása kimutatható lenne a mai magyar nyelvben. Az Ural két oldalán feltárt régészeti leletek, amelyek párhuzamba állíthatók a 10. századi Kárpát-medenceiekkel, azok egykorúak, sőt későbbiek ezekkel. 
A fenti problémák magyarázatára egy új modell próbál választ adni. E szerint Levedia a Volga alsó folyásától keletre, az Ural folyó vidékén terült el. Itt érte a 830-as években az első besenyő támadás a magyarokat. Ezek egy része nyugati irányba, a Dontól nyugatra elhelyezkedő Etelközbe költözött. Másik csoportjuk északabbra vándorolt. Ezek leszármazottait találta meg Julianus barát.

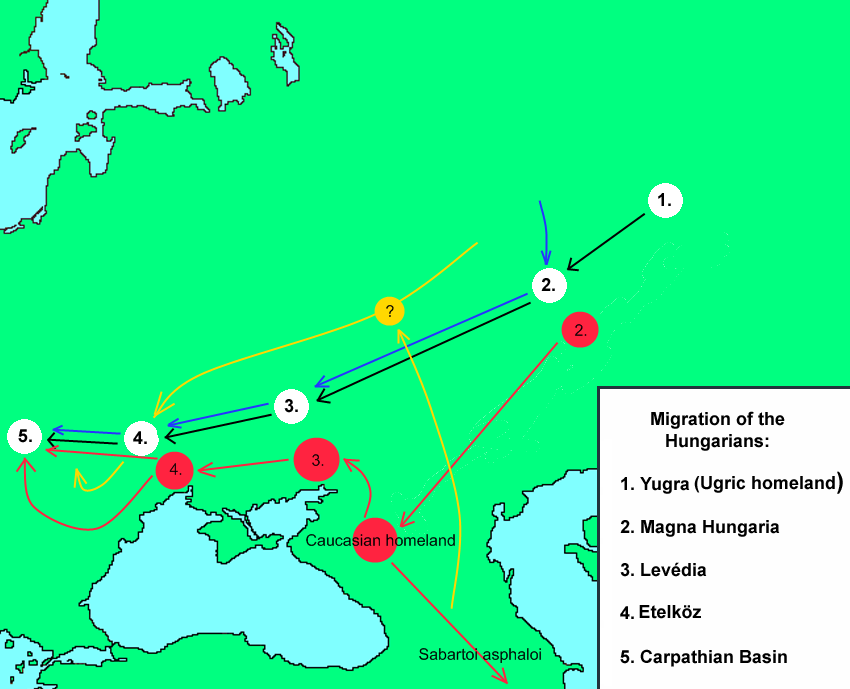
A magyar törzsek vándorlásának régebben feltételezett útvonala

## További hivatkozások
- Plano Carpini úti jelentése 1247–bő Gy. Ruitz Izabella fordítása
- Baskírok és magyarok: A források. Nyelv és tudomány (nyest.hu), 2010. október 8.
- Baskírok és magyarok: közelítés a régészet felől. Nyelv és tudomány (nyest.hu), 2010. október 22.
- Baskírok és magyarok – a nyelvi kapcsolat. Nyelv és tudomány (nyest.hu), 2010. november 5.
- Szenzációs magyar leletek Ázsiában?. Heti Válasz, 2013. szeptember 15. [2013. szeptember 18-i dátummal az eredetiből archiválva]. (Hozzáférés: 2013. szeptember 16.)